# Syntrichura
Syntrichura is een geslacht van vlinders van de familie spinneruilen (Erebidae), uit de onderfamilie Arctiinae.

## Soorten
- S. melaena Dognin, 1907
- S. placida Druce, 1884
- S. sphecomorpha Bryk, 1953
- S. virens Butler, 1876